# Plakovo, Veliko Tărnovo
Plakovo (în bulgară Плаково) este un sat în comuna Veliko Tărnovo, regiunea Veliko Tărnovo,  Bulgaria. 

## Demografie
Componența etnică a satului Plakovo
     Turci (8,05%)
     Bulgari (86,01%)
     Romi (3,38%)
     Nicio identificare (2,54%)
La recensământul din 2011, populația satului Plakovo era de 236 locuitori. Din punct de vedere etnic, majoritatea locuitorilor (86,01%) erau bulgari, existând și minorități de turci (8,05%) și romi (3,38%). Pentru 2,54% din locuitori nu este cunoscută apartenența etnică.